# Revista de História da Universidade de São Paulo
A Revista de História da Universidade de São Paulo, ou simplesmente Revista de História, é um periódico científico editado pelo Departamento de História da Faculdade de Filosofia, Letras e Ciências Humanas da Universidade de São Paulo (FFLCH-USP). Publicada desde seu lançamento em 1950, faz parte da Coleção do Scielo e está indexada em vários indexadores como Latindex e DOAJ.
A Revista de História é um dos periódicos acadêmicos de História mais antigos do Brasil, com publicação ininterrupta desde a sua fundação em 1950.
Na avaliação do Qualis realizada pela Coordenação de Aperfeiçoamento de Pessoal de Nível Superior (Capes), este periódico foi classificado no extrato A1 para a área de História e Interdisciplinar.